# Powassan
Powassan es un municipio canadiense situado en la provincia de Ontario.

## Superficie
Powassan tiene una superficie de 223,26 km².

## Demografía
En 2021, tenía 3346 habitantes, una densidad poblacional de 15 hab./km², y 1381 viviendas.